# Palicus
Palicus is een geslacht van kreeftachtigen uit de klasse van de Malacostraca (hogere kreeftachtigen).

## Soorten
- Palicus acutifrons (A. Milne-Edwards, 1880)
- Palicus affinis (A. Milne-Edwards & Bouvier, 1880)
- Palicus alternatus Rathbun, 1897
- Palicus angustus Rathbun, 1897
- Palicus bahamensis Rathbun, 1897
- Palicus caronii (Roux, 1830)
- Palicus cortezi (Crane, 1937)
- Palicus cristatipes (A. Milne-Edwards, 1880)
- Palicus cursor (A. Milne-Edwards, 1880)
- Palicus dentatus (A. Milne-Edwards, 1880)
- Palicus depressus Rathbun, 1897
- Palicus faxoni Rathbun, 1897
- Palicus floridanus (Rathbun, 1918)
- Palicus fragilis (Rathbun, 1894)
- Palicus gracilipes (A. Milne-Edwards, 1880)
- Palicus gracilis (Smith, 1883)
- Palicus isthmia Rathbun, 1897
- Palicus lucasii Rathbun, 1898
- Palicus obesus (A. Milne-Edwards, 1880)
- Palicus rathbuni A. Milne-Edwards & Bouvier, 1899
- Palicus sicus (A. Milne-Edwards, 1880)
- Palicus tuberculata (Faxon, 1893)
- Palicus velerae (Garth, 1939)
- Palicus whitei Miers, 1879
- Palicus zonatus (Rathbun, 1894)